# The Beavis and Butt-Head Experience
The Beavis and Butt-Head Experience ist ein Kompilationsalbum in Anlehnung an die Zeichentrickserie Beavis and Butt-Head. Das Album erschien im November 1993 über Geffen Records und avancierte zum Millionenseller.

## Entstehung
Am 8. März 1993 strahlte der Musiksender MTV die erste Folge der von Mike Judge kreierten Serie Beavis and Butt-Head aus. Die Serie wurde zu einem großen Erfolg und hatte einen großen Einfluss auf den kommerziellen Erfolg der in der Serie gezeigten Künstler. Während Bands wie White Zombie mehr Alben verkauften, mussten insbesondere Hair-Metal-Bands wie Poison oder Winger starke Verluste hinnehmen. Geffen Records stellte daraufhin eine Kompilation mit zwölf Liedern zusammen, die am 23. November 1993 erschien und Stücke beinhaltet, die entweder für das Album geschrieben wurden oder bislang unveröffentlicht waren. Nirvana steuerten das Lied I Hate Myself and Want to Die bei, welches ursprünglich das Titellied ihres dritten Albums In Utero werden sollte. Anthrax spielten eine Coverversion des Liedes Looking Down the Barrel of a Gun von den Beastie Boys ein. Ebenfalls eine Coverversion ist von den Red Hot Chili Peppers zu hören. Sie hatten ihre Version des Liedes Search and Destroy, im Original von The Stooges, zwei Jahre zuvor als B-Seite ihrer Single Give It Away veröffentlicht. Aerosmith hatten ihren Beitrag Deuces Are Wild ursprünglich für ihr Album Pump geschrieben. Abgeschlossen wird das Album von einer Coverversion des Liedes I Got You Babe, im Original von Sonny and Cher, bei der Beavis und Butt-Head mit der Sängerin Cher zu hören sind. Für das Lied wurde ein Musikvideo veröffentlicht.

## Titelliste
1. Nirvana – I Hate Myself and Want to Die – 4:02
2. Anthrax – Looking Down the Barrel of a Gun – 7:43
3. Beavis and Butt-Head – Come to Butt-Head – 3:52
4. Megadeth – 99 Ways to Die – 4:11
5. Run-D.M.C. – Bounce – 6:48
6. Aerosmith – Deuces Are Wild – 3:50
7. White Zombie – I Am Hell – 5:01
8. Primus – Poetry and Prose – 3:48
9. Sir Mix-a-Lot – Monsta Mack – 4:05
10. Red Hot Chili Peppers – Search and Destroy – 4:12
11. Jackyl – Mental Masturbation – 2:38
12. Cher feat. Beavis and Butt-Head – I Got You Babe – 9:23

Das Album enthält einen Hidden Track. Bei dem letzten Titel beginnt ab 5:08 Minuten eine Reprise des Liedes Come to Butt-Head, bei dem Beavis und Butt-Head mit dem Rapper Positive K zu hören sind.

## Singleauskopplungen
Am 29. November 1993 erschien I Got You Babe von Cher und Beavis and Butt-Head als einzige Singleauskopplung aus dem Album. Diese erschien als CD-Maxi-Single mit Mental Masturbation von Jackyl und Chers Fire Down Below als B-Seiten (Katalognummer: Geffen GED21881). Im gleichen Jahr erschien auch eine 2-Track-CD-Single mit dem Original von Sonny and Cher als B-Seite (Katalognummer: Geffen GFSTD 64). Die Produktion der Coverversion erfolgte durch Nellee Hooper.
Die Single avancierte mit Rang neun zum Top-10-Erfolg in den Niederlanden. Darüber hinaus erreichte es Chartplatzierungen in Belgien-Flandern (Rang 19), dem Vereinigten Königreich (Rang 35) und Schweden (Rang 40).

## Rezeption
Bradley Torreano vom Onlinemagazin Allmusic schrieb, dass The Beavis and Butt-Head Experience „einer der wenigen Fälle ist, wo die lustige Formel einer TV-Show gut auf ein Album umgewandelt werden kann“. Die meisten Lieder seien „keine typischen B-Seiten“, die Beiträge von Jackyl, Sir Mix-a-Lot und Run-D.M.C bezeichnete er allerdings als „langweilig“. 
Megadeths Beitrag 99 Ways to Die wurde bei den Grammy Awards 1995 in der Kategorie Best Metal Performance nominiert.

## Kommerzieller Erfolg

### Chartplatzierungen
| ChartsChartplatzierungen       | Höchstplatzierung | Wochen |
| ------------------------------ | ----------------- | ------ |
| Deutschland (GfK)              | 35 (11 Wo.)       | 11     |
| Österreich (Ö3)                | 17 (1 Wo.)        | 1      |
| Schweiz (IFPI)                 | 36 (7 Wo.)        | 7      |
| Vereinigte Staaten (Billboard) | 5 (… Wo.)         | …      |

### Auszeichnungen für Musikverkäufe
| Land/Region               | Auszeichnungen für Musikverkäufe (Land/Region, Auszeichnung, Verkäufe) | Verkäufe  |
| ------------------------- | ---------------------------------------------------------------------- | --------- |
| Kanada (MC)               | Platin                                                                 | 100.000   |
| Vereinigte Staaten (RIAA) | 2× Platin                                                              | 2.000.000 |
| Insgesamt                 | 3× Platin ·                                                            | 2.100.000 |